# Aggettivi latini della I classe
Gli aggettivi di I classe, in latino, presentano sempre tre uscite e si declinano seguendo il modello dei sostantivi della prima declinazione per il genere femminile, e della seconda declinazione per il maschile ed il neutro. 
In particolare, gli aggettivi maschili terminano, come i nomi di seconda declinazione, in -us o in -er; gli aggettivi in -er, inoltre, possono seguire il modello di puer (con il mantenimento della e) o di ager (con apofonia di grado zero in tutta la declinazione eccetto il nominativo e il vocativo singolare).

Esistono quindi tre modelli di aggettivo di prima classe: il primo che si declina come bonus, bona, bonum ("buono"), il secondo che si declina come miser, misĕra, misĕrum ("infelice"), il terzo che si declina come piger, pigra, pigrum ("pigro").
Ricordiamo che gli aggettivi della prima classe, come tutti gli aggettivi in latino, concordano in genere, numero e caso con il sostantivo a cui si riferiscono. Ciò vale sia che l'aggettivo svolga la funzione sintattica di attributo, sia quella di parte nominale, sia quella di complemento predicativo: la "regola" della concordanza è indipendente dalle possibili funzioni sintattiche. 
Ecco il prospetto dei modelli cui possono ricondursi gli aggettivi della prima classe in latino. 
| Casi       | Maschile singolare | Femminile singolare | Neutro singolare |
| ---------- | ------------------ | ------------------- | ---------------- |
| Nominativo | bonŭs              | bonă                | bonŭm            |
| Genitivo   | bonī               | bonae               | bonī             |
| Dativo     | bonō               | bonae               | bonō             |
| Accusativo | bonŭm              | bonăm               | bonŭm            |
| Vocativo   | bonĕ               | bonă                | bonŭm            |
| Ablativo   | bonō               | bonā                | bonō             |
| Casi       | Maschile plurale   | Femminile plurale   | Neutro plurale   |
| Nominativo | bonī               | bonae               | bonă             |
| Genitivo   | bonōrum            | bonārum             | bonōrum          |
| Dativo     | bonīs              | bonīs               | bonīs            |
| Accusativo | bonōs              | bonās               | bonă             |
| Vocativo   | bonī               | bonae               | bonă             |
| Ablativo   | bonīs              | bonīs               | bonīs            |

| Casi       | Maschile singolare | Femminile singolare | Neutro singolare |
| ---------- | ------------------ | ------------------- | ---------------- |
| Nominativo | misĕr              | misĕră              | misĕrŭm          |
| Genitivo   | misĕrī             | misĕrae             | misĕrī           |
| Dativo     | misĕrō             | misĕrae             | misĕrō           |
| Accusativo | misĕrŭm            | misĕrăm             | misĕrŭm          |
| Vocativo   | misĕr              | misĕră              | misĕrŭm          |
| Ablativo   | misĕrō             | misĕrā              | misĕrō           |
| Casi       | Maschile plurale   | Femminile plurale   | Neutro plurale   |
| Nominativo | misĕrī             | misĕrae             | misĕră           |
| Genitivo   | misĕrōrum          | misĕrārum           | misĕrōrum        |
| Dativo     | misĕrīs            | misĕrīs             | misĕrīs          |
| Accusativo | misĕrōs            | misĕrās             | misĕră           |
| Vocativo   | misĕrī             | misĕrae             | misĕră           |
| Ablativo   | misĕrīs            | misĕrīs             | misĕrīs          |

| Casi       | Maschile singolare | Femminile singolare | Neutro singolare |
| ---------- | ------------------ | ------------------- | ---------------- |
| Nominativo | piger              | pigră               | pigrŭm           |
| Genitivo   | pigrī              | pigrae              | pigrī            |
| Dativo     | pigrō              | pigrae              | pigrō            |
| Accusativo | pigrŭm             | pigrăm              | pigrŭm           |
| Vocativo   | piger              | pigră               | pigrŭm           |
| Ablativo   | pigrō              | pigrā               | pigrō            |
| Casi       | Maschile plurale   | Femminile plurale   | Neutro plurale   |
| Nominativo | pigrī              | pigrae              | pigră            |
| Genitivo   | pigrōrum           | pigrārum            | pigrōrum         |
| Dativo     | pigrīs             | pigrīs              | pigrīs           |
| Accusativo | pigrōs             | pigrās              | pigră            |
| Vocativo   | pigrī              | pigrae              | pigră            |
| Ablativo   | pigrīs             | pigrīs              | pigrīs           |

## Aggettivi pronominali
Dieci aggettivi determinativi di prima classe presentano rispettivamente al genitivo e al dativo singolare dei tre generi le uscite -īus e -ī, proprie della declinazione pronominale.

Essi sono:
1. unus, -a, -um, "uno"
2. solus, -a, -um, "solo"
3. totus, -a, -um, "tutto"
4. alius, -a, -ud, "altro (fra più di due)"
5. alter, altěra, altěrum, "l'altro (di due)"
6. ullus, -a, -um, “alcuno" (in frasi negative)
7. nullus, -a, -um, "nessuno"
8. uter, utra, utrum, "uno dei due", "quale dei due?"
9. uterque, utraque, utrumque, "entrambi"
10. neuter, neutra, neutrum, "nessuno dei due".

| Casi       | Maschile singolare | Femminile singolare | Neutro singolare |
| ---------- | ------------------ | ------------------- | ---------------- |
| Nominativo | altĕr              | altĕră              | altĕrŭm          |
| Genitivo   | altĕrīus           | altĕrīus            | altĕrīus         |
| Dativo     | altĕrī             | altĕrī              | altĕrī           |
| Accusativo | altĕrŭm            | altĕrăm             | altĕrŭm          |
| Vocativo   | altĕr              | altĕră              | altĕrŭm          |
| Ablativo   | altĕrō             | altĕrā              | altĕrō           |
| Casi       | Maschile plurale   | Femminile plurale   | Neutro plurale   |
| Nominativo | altĕrī             | altĕrae             | altĕră           |
| Genitivo   | altĕrōrum          | altĕrārum           | altĕrōrum        |
| Dativo     | altĕrīs            | altĕrīs             | altĕrīs          |
| Accusativo | altĕrōs            | altĕrās             | altĕră           |
| Vocativo   | altĕrī             | altĕrae             | altĕră           |
| Ablativo   | altĕrīs            | altĕrīs             | altĕrīs          |